# NSB El 8 sorozat
Az NSB El 8 sorozat egy norvég 1'Do1' tengelyelrendezésű 15 kV, 16,7 Hz AC áramrendszerű villamosmozdony-sorozat volt. Az NSB üzemeltette. Összesen 16 db készült belőle a Norsk Elektrisk & Brown Boveri, AEG, Thune, Per Kure gyáraiban 1940 és 1949 között. 1987-ben selejtezték.